# Ranten
Ranten è un comune austriaco di 1 195 abitanti nel distretto di Murau, in Stiria; il 1º gennaio 2015 ha inglobato il comune soppresso di Rinegg.